# Cheddar (fromage)
Pour les articles homonymes, voir Cheddar (homonymie).
Le cheddar est un fromage de lait de vache jaune pâle au goût prononcé. Il est originaire du village anglais de Cheddar dans le Somerset mais se décline désormais en différentes variétés dans plusieurs pays : Royaume-Uni, Irlande, Canada, États-Unis, Afrique du Sud, Nouvelle-Zélande, Australie et Suède. 
Il est le plus souvent produit en masse et sa qualité varie énormément de variété en variété. Il est notamment utilisé pour confectionner le  welsh. Son goût prononcé se développe avec le temps, suffisamment pour inciter les producteurs à mentionner sa « force » : doux, moyen, fort et extra-fort, ou sa période de maturation.

## Description
Ce fromage se vend principalement sous la forme d'une brique, d'un cylindre ou particulièrement en Amérique du Nord en forme de grains. Dans les bassins laitiers où il apparaît, il tend à former des amas en forme de cigare tordu, qui sont communément appelés les « grains ». Pour créer les briques, les grains sont chauffés, pressés et coupés en blocs. Ces blocs sont alors empilés, ce qui permet de laisser couler le petit lait.

L'appellation d'origine protégée West Country Farmhouse Cheddar impose l'emploi d'ingrédients récoltés dans les quatre comtés anglais indiqués sur cette carte.

Ce type de fromage est si répandu qu'il est maintenant impossible de lui accoler une appellation d'origine. Cependant, l'Union européenne reconnaît l'appellation d'origine protégée West Country Farmhouse Cheddar. Pour conserver celle-ci, le fromage doit être fait de façon traditionnelle avec des ingrédients locaux de quatre comtés de Dorset, Somerset, Devon et Cornouailles situés dans le sud-ouest de l'Angleterre et affiné pendant au moins neuf mois. En 2019, un cheddar AOP fabriqué à Weston-super-Mare dans le Somerset a été classé quatrième meilleur fromage au monde sur une sélection de 3 804 fromages de 42 pays différents,.
Il existe aussi une indication géographique protégée Orkney Scottish Island Cheddar pour le cheddar des îles Orcades, situées à l'extrême nord de l'Écosse,.
La couleur du fromage est parfois modifiée à l'aide de colorants alimentaires. Le roucou, extrait d'un arbre tropical, est souvent ajouté pour donner la couleur orange. Cette pratique est utilisée par des fabricants industriels tels que Kraft mais est strictement interdite dans le cahier de charges de l'AOP West Country farmhouse Cheddar. On ignore exactement de quand date cette pratique, tout comme les raisons qui ont incité à agir ainsi. Il existe trois théories :
- assurer l'uniformité de la couleur du fromage de lot en lot ;
- aider l'acheteur à choisir la sorte de fromage s'il n'est pas identifié ;
- identifier la région de production.

Probablement le fromage le plus vendu sur la planète[réf. nécessaire], il était au départ[pas clair] emballé dans de la cire noire, bien que cette pratique soit maintenant limitée à l'Europe et maintenue par des fromagers artisans.
Aux États-Unis, il en existe différentes variétés : classique, New York, Colby/Longhorn, blanc et Vermont. Le New York a un goût prononcé, parfois avec un parfum de fumée. Le goût du Colby/Longhorn se situe entre le doux et le moyen. Les grains sont visibles, car colorés de crème jaune. Le fromage cheddar sans coloration est souvent appelé cheddar blanc ou cheddar du Vermont, qu'il ait été produit ou non dans l'état du Vermont.
Ce fromage est un aliment régulièrement suivi par le département de l'Agriculture des États-Unis pour observer l'industrie laitière. Cet organisme produit des rapports hebdomadaires sur les prix et les quantités produites. Aux États-Unis, c'est le Wisconsin qui produit le plus de ce fromage[réf. souhaitée]. Les autres endroits importants se situent dans l'État de New York, au Vermont et à Tillamook en Oregon.
Sa production est également importante au Canada, où il fut implanté dès le XIXe siècle pour alimenter le marché britannique, avant de rapidement s'imposer sur le marché local. On y distingue les variétés de cheddar doux, moyen ou fort, selon le vieillissement. Le doux s'y offre en version cheddar « jaune » ou cheddar « blanc ». Les cheddars vieillis y sont généralement blancs.

### Apport alimentaire
Le cheddar est une bonne source de vitamine B12. Une tranche de 40 g en contient environ 0,5 µg.
100 g de cheddar représentent environ 380 kcal.

## Histoire
Le fromage est originaire du village de Cheddar dans le Somerset, au sud ouest de l'Angleterre. Les Gorges de Cheddar en limite du village comportent un certain nombre de grottes qui ont fourni humidité idéale et température constante pour la maturation du fromage.
Traditionnellement le cheddar devrait être fabriqué dans les 30 mi (48 km) autour de la cathédrale de Wells. Le cheddar est produit depuis au moins le XIIe siècle. Un document comptable du roi Henri II (roi d'Angleterre) datant de 1170, enregistre l'achat de 10 240 livres (4 640 kg) à un farthing par livre.

## Plus gros fromages connus
Des historiens spécialistes de la Maison-Blanche affirment que le président des États-Unis Andrew Jackson (1767-1825) a tenu une fête où un bloc de 1 400 livres (635 kg) de fromage cheddar fut servi comme amuse-gueule. 
La reine Victoria a reçu à son mariage (1840) une meule de cheddar de plus de 500 kg. 
Un bloc de 7 000 livres (3 175 kg) fut produit à Ingersoll en Ontario en 1866 et exposé à New York et en Grande-Bretagne. Il est immortalisé par le poème du Canadien James McIntyre, Ode on the Mammoth Cheese Weighing over 7,000 Pounds (« Ode au fromage mammouth pesant plus de 7 000 livres »).
Un plus gros bloc fut produit dans le Wisconsin, 34 951 livres (15 853 kg), pour le New York World's Fair en 1964. Pour le produire, on estime qu'il a fallu la production laitière journalière de 16 000 vaches.

## Culture populaire
Dans le premier film de la série d'animation Wallace et Gromit des Studios Aardman intitulé Une grande excursion (A Grand Day Out, 1989), c'est – en version française – leur goût immodéré pour le cheddar qui pousse les deux héros, le distrait Wallace et le discret Gromit, à construire une fusée pour aller sur la Lune qui, comme chacun sait, est un immense fromage. Les studios Aardman se trouvent à Bristol, à quelque 28 km seulement de Cheddar. En version originale, le fromage fétiche de Wallace est le wensleydale, un fromage du nord de l'Angleterre.
Au Canada, dans la province de Québec, le cheddar doux en grain est familièrement appelé fromage « scouic-scouic » à cause du bruit causé par son frottement contre l'émail des dents lors de la mastication initiale.